# Joseph Bill

Joseph Bill (um 1906)

Joseph Bill (* 12. März 1862 in Geiselhöring; † 12. August 1918 in München) war ein deutscher Jurist, Politiker (Zentrum) und Landtagsabgeordneter.

## Werdegang
Bill war von 1900 bis 1911 kgl. Oberamtsrichter in Furth im Wald und wurde anschließend in Ingolstadt eingesetzt. Als Vertreter der Wahlkreise Cham/Opf. (19. Wahlperiode) und Oberviechtach/Opf. (20. Wahlperiode) gehörte er von 1905 bis 1911 der Kammer der Abgeordneten des Bayerischen Landtags an.
Er war katholisch und Mitglied des Zentrums.